# Димитър Екимов
Димитър Екимов е български музикант, певец и фронтмен на поп-рок групата „Сленг“.

## Биография и творчество
През 1988 г. завършва средно образование в химическа паралелка на Националната природо-математическа гимназия. Още от училищните си години започва да се занимава с музика и свири на китара в училищни групи. След казармата продължава висшето си образование в Медицинска академия в София и се дипломира през 1996 година.
През 1992 г. Димитър Екимов основава първата си група Cats In A Trunk, която съществува 3 години. През 1993 г. за кратко е вокалист на метъл групата Comatose. През 1995 г. се присъединява към група „Сателит“, с която постига успех на клубно ниво. Групата издава и един албум – „Ups and downs“. През 1997 година Дими основава група „Сленг“ и в края на 1998 г. излиза първият сингъл на групата „Синьо“ по авторски текст и музика на Дими, който става хит и дава името на първия албум на групата, излязъл през декември 2000 г. Паралелно с музикалната кариера Екимов не се отказва и от медицината и в края на 1998 година започва специализация по акушерство и гинекология и работи във Втора градска болница.
През 2002 г. се жени за бившата манекенка Ива Екимова, вече известна с участието си в супершоу „Невада“ и с последващите си медийни изяви в телевизия ММ и БНТ. Дими и Ива се запознават именно когато той ѝ гостува в предаването „Тиририрам“ по ММ. На 25 юни същата година се ражда дъщеричката им Дара, като Екимов сам изражда бебето.
През 2004 г. групата издава втория си албум „Всеки ден“. През годините съставът се променя многократно, но не се разпада. В края на 2007 г. Екимов обявява, че музикантите работят над материал за следващ албум.
През май 2008 г. Екимов композира песента „Звезда“ за участниците от втория сезон на музикалното реалити шоу Мюзик Айдъл. Това е и последната песен, която той композира.
На 29 юни 2008 г. Дими загива на място в катастрофа с мотор на тогавашния седми километър от София по магистрала „Хемус“, в землището на село Желява. По данни на КАТ Екимов се е движел с над 200 км/ч, когато е загубил контрол над мотора и се е врязал в мантинелата, а после е излетял от платното.
Моторът Suzuki TL1000R е бил закупен от Канада през 2006 г., но задържан от КАТ заради разследване за застрахователна измама. Съществува версията, че по време на експертизата е бил откраднат демпферът на мотора – устройство, което погасява вибрациите в управлението при неравности на терена. На погребението на 2 юли на Централните софийски гробища, присъстват над 400 близки и колеги на Екимов от музикалната гилдия.